# 芥川長則
芥川 長則（あくたがわ ながのり）は、室町時代後期から戦国時代にかけての武将。三好之長の子。名字は芥河とも書かれる。

## 略歴
三好之長の子として生まれ、阿波の国人・芥川氏の養子になったとされる。
永正17年（1520年）5月5日、長則は等持寺付近で細川高国・六角定頼らと戦うも敗れ、父や兄・三好長光らと共に曇華院に潜伏した。しかし高国に潜伏先を察知され、5月10日、長則は長光と投降し、父と従兄弟の新五郎も翌11日に降った。長則らの投降に当たっては生命の保証がされていたというが、父と新五郎は11日のうちに処刑され、長則も長光と共に12日に切腹させられた。年齢は不明だが「壮年者」だったという。
長則の死後、芥川孫十郎の活動が見られ、この孫十郎は長則の子といわれるが、両者を父子とする確かな史料は確認できない。孫十郎が常信という実名を名乗り、摂津芥川氏の当主として活動していることなどから、孫十郎の父を摂津芥川氏当主の芥河常清とする説が提唱されている。